# 横山トンネル (国道41号)
横山トンネル（よこやまトンネル）は、岐阜県飛騨市神岡町横山と富山県富山市東猪谷を結ぶ、国道41号のトンネルである。

## 概要
- 全長 - 819m[1]
- 車線数 - 2車線（片側に幅員2mの歩道あり）[1]

かつてトンネル付近には、川沿いの急斜面にへばり付くように国道41号の旧道が通っていたが、冬の間や雪崩のリスクがあり、豪雨の時は通行止めとなり、落石の危険があるなど交通のネックになっていた。これを解消するため、危険地帯約1.8kmを迂回する形で、1984年から約35億円をかけて同トンネルおよび高原川橋（全長130m）の工事を行い、1989年11月28日に開通した（午前10時開通式、同11時半から一般通行開始）。
トンネルの線形の関係上、同区間の国道41号は岐阜県飛騨市神岡町から同トンネルを通って富山県富山市東猪谷に入り、高原川橋を通った後に再び岐阜県飛騨市神岡町に出るルートとなっている。富山側の抗口から240mの区間は富山県所属となっている。このため、同区間で発生した交通事故、犯罪は所轄の富山南警察署（開通当時は大沢野警察署）が担当している（岐阜県側は所轄の飛騨警察署（開通当時は神岡警察署）が担当）。
入り口の壁には岐阜県側に富山県のシンボル、ライチョウが、富山県側に岐阜をイメージしたスキーヤー像がレリーフにして入れてあり、内部の県境地点にも標識がある。